# Корінтендант
Корінтендант (скор. від корпусний інтендант) — військове звання вищого начальницького складу інтендантської служби збройних сил Радянського Союзу з 1935 до 1940. Вище за рангом ніж дивінтендант, але нижче за армінтенданта. Дорівнювало військовому званню комкор.
Військовому званню корінтенданта відповідав ряд інших військових звань  — флагман 1-го рангу,  інженер-флагман 1-го рангу ,  корінженер, корпусний комісар, корвоєнюріст, корврач, корветврач. Званню корінтенданта, також відповідало спеціальне звання комісару держбезпеки 3-го рангу.

## Історія
У 1935 році з введенням персональних звань вищого командного складу були введені також спеціальні звання для військово-господарського складу.
7 травня 1940 року Указом Президії Верховного ради СРСР від «Про встановлення військових звань вищого командного складу Червоної Армії», вводилися генеральські звання. Серед іншого генеральські звання після переатестації отримав військово-інтендантський склад, отримавши нові звання з додаванням «інтендантської служби».

## Знаки розрізнення
Згідно з главою 4 наказу про введення персональних військових звань, корінтендант отримав знаки розрізнення по три ромби на кожну петлицю (як у звання командного складу «комкор»).
У корінтенданта, як і у іншого начальницького складу військово-господарського та адміністративного складів, знаки розрізнення чули червоного кольору, які розміщувалися на петлицях темно-зеленого кольору з червоною окантовкою.
Начальницький склад РСЧА на відміну від командного складу не мали на рукавах кольорових чи галунних кутків.
Згідно з тією ж главою наказу про введення персональних військових звань, командний та начальницький склад ВМС отримали знаки розрізнення у вигляді комбінації галунних стрічок різного розміру.  Командний склад, військово-політичний та військово-технічний склад мали стрічки жовтого (золотого) кольору, інший начальницький склад білого (срібного) кольору. Колір між стрічками командний склад мав кольору мундиру, начальницький склад кольору служби. Корінтендант (як у звання командного складу «флагман 1-го рангу») мав три стрічки на рукаві (одна широка та дві середні), але на відміну від флагмана І рангу, стрічки корінтенданта були сріблясті чи білі.

## Носії
- Ошлей Петро Матвійович (21 листопада 1935 року)
- Френкель Нафталій Аронович (28 березня 1939 року)

## Співвідношення
| Рід військ                                         | Відповідне звання / посада |
| Командний склад                                    | Командний склад |
| -------------------------------------------------- | --- |
| РСЧА                                               | Комкор |
| Військово-морський флот                            | Флагман 1-го рангу |
| Народний комісаріат внутрішніх справ               | Комісар державної безпеки 3-го рангу, введене постановою ЦВК та РНК СРСР від 7 жовтня 1935 року (військовослужбовці прикордонних та внутрішніх військ НКВС мали військові звання, які вживалися в РСЧА) Комісар міліції 3-го рангу |
| Начальницький склад                                | |
| інженерно-технічний склад сухопутні війська та ВПС | Корінженер |
| ВМФ                                                | Інженер-флагман 1-го рангу |
| військово-політичний склад усіх родів військ       | Корпусний комісар |
| військово-юридичній склад усіх родів військ        | Корвоєнюрист |
| військово-медичний склад усіх родів військ         | Корврач |
| військово-ветеринарний склад усіх родів військ     | Корветврач |